# Hemroulle
Hemroulle is een gehucht in de Belgische gemeente Bastenaken in de provincie Luxemburg. Het ligt drie kilometer ten noordwesten van het stadscentrum van Bastenaken.

## Geschiedenis
Het gehucht behoorde tot de gemeente Bastenaken, maar in 1823 werd het, samen met het naburige gehucht Savy, overgeheveld naar de gemeente Longchamps.
Bij de gemeentelijke fusies van 1977 werd Longchamps een deelgemeente van Bertogne, en werden de gehuchten Hemroulle en Savy terug overgeheveld naar de gemeente Bastenaken.

## Bezienswaardigheden
- De Église Sacré-Cœur

## Verkeer
Ten oosten van Hemroulle ligt de autosnelweg A26/E25, die er een op- en afrit heeft.
Deelgemeenten: Bastenaken · Bertogne ·Flamierge ·Longchamps · Longvilly · Noville · Villers-la-Bonne-Eau · Wardin

Overige dorpen: Al-Hez · Arloncourt · Benonchamps · Berhain · Bethomont · Bizory · Bourcy · Bras · Champs · Cobru · Compogne · Fagnoux · Fays · Flamisoul · Foy · Frenet · Gives · Givroulle · Givry · Hardigny · Harzy · Hemroulle · Horritine · Isle-la-Hesse · Isle-le-Pré · Livarchamps · Losange · Lutrebois · Lutremange · Luzery · Mande-Saint-Étienne · Mageret · Marenwez · Marvie · Michamps · Moinet · Monaville · Mont · Neffe · Oubourcy · Rachamps · Recogne · Remoifosse · Rolley · Rouette · Roumont · Salle · Savy · Senonchamps · Troismont · Tronle · Vaux · Wicourt · Wigny · Withimont

Belgische gemeenten · Arrondissement Aarlen · Luxemburg · Wallonië